# Каменщина (Хиславичский район)
Каменщина — старинная русская деревня в Хиславичском районе Смоленской области России к настоящему времени исчезнувшая.
Находилась в 3 километрах к югу от современной деревни Новая Рудня на левом берегу речки Духовой.

## История
Каменщина отмечена на карте Смоленской губернии 1773 года . 
В 1859 году Каменщина считается сельцом. В ней 14 дворов и 147 жителей  .
Отмечена она и на карте 1926 года с пометкой, что в ней 40 дворов . 
В 1978 году деревня входила в состав Ново-Руднянского сельсовета Хиславичского района.
Однако на позднейших топографических картах на месте деревни обозначается лишь урочище Каменщина. В настоящее время (2012 год) деревня Каменщина не числится в списках населённых пунктов.